# Дроздов, Юрий Алексеевич
Ю́рий Алексе́евич Дроздо́в (род. 16 января 1972, Горячеводский, Ставропольский край, СССР) — советский и российский футболист, полузащитник и защитник; тренер.

## Карьера

### Клубная
Воспитанник ФШМ и ставропольского РОШИСП. Первый тренер — Владимир Юлыгин.
Первым клубом стал пятигорский «Машук», за который провёл две игры. Во взрослую команду попал в 16 лет, после того как юношеская команда стала победителем чемпионата РСФСР. В 1989 году перешёл в московскую «Звезду», а оттуда в «Динамо» (Москва).

### «Локомотив» Москва
В 1993 году перешёл в команду «Локомотив» Москва, где и стал известен.
В финале кубка России 1996 года в игре против московского «Спартака» на 85-й минуте забил решающий гол (3:2) и стал обладателем кубка России.
Неоднократно завоевывал медали чемпионата России, в 2002 году завоевал чемпионство. В чемпионате России провёл 321 матч.

### В сборной
Выступал за молодёжные сборные СССР и России. На молодёжном чемпионате мира за сборную СССР сыграл 3 матча, надорвал боковую связку и не смог помочь команде в полуфинале и матче за 3-е место.
Впервые в сборную России вызван на контрольные игры Борисом Игнатьевым ещё в 1997 году, но в московском кафе у Дроздова украли сумку, в которой находился загранпаспорт, и команда улетела без него.
За сборную России в период с 1999 по 2001 год сыграл 10 матчей.

## Достижения
Командные
- Чемпион России: 2002

Серебряный призёр чемпионата России (4): 1995, 1999, 2000, 2001
Бронзовый призёр чемпионата России (3): 1992, 1994, 1998
- Обладатель Кубка России (4): 1995/96, 1996/97, 1999/2000, 2000/01

Финалист Кубка России: 1997/98
- Полуфиналист Кубка обладателей кубков УЕФА: 1998, 1999
- Обладатель Кубка Казахстана: 2005
- Победитель первого дивизиона первенства России 2006.
- Бронзовый призёр молодёжного чемпионата мира: 1991

Личные
- В списках 33-х лучших футболистов России (4): № 1: 2000; № 2: 1999; № 3: 1995, 1998

## Личная жизнь
Трое детей — также футболисты: Никита (род. 1992), Илья (род. 2000), Анастасия (род. 2003).